# Jan-Philipp Krabel
Jan-Philipp Krabel (* 24. März 1998 in Leipzig) ist ein deutscher Volleyballspieler.

## Karriere
Krabel spielte als Jugendlicher in seiner sächsischen Heimat beim GSVE Delitzsch und bei den L.E. Volleys. 2014/15 war er mit der zweiten Mannschaft des VC Olympia Berlin in der Dritten Liga Nord aktiv. Von 2015 bis 2017 spielte der Diagonalangreifer beim SV Lindow-Gransee in der Zweiten Bundesliga Nord. 2017/18 spielte Krabel beim Bundesligisten Netzhoppers Königs Wusterhausen. Danach wechselte er zum Zweitligisten SV Warnemünde. In der Saison 2024/25 schafft er mit dem Verein den Aufstieg in die erste Liga. Auch 2025/26 spielt Krabel für Warnemünde.